# Луизи, Клотильда
Клотильда Луизи Яницки (исп. Clotilde Luisi Janicki; 24 июля 1882, Пайсанду — 1969, Рим) была первой юристкой в Уругвае. Она также была профессором, педагогом, переводчиком, активисткой-феминисткой и первой уругвайской женщиной, обучавшейся на юридическом факультете Университета Республики.

## Биография
Луизи родилась в Пайсанду в 1882 году и была дочерью Анхеля Луизи Пизано, итальянского эмигранта, и Жозефины Яницки, дочери польских эмигрантов во Франции. У неё было две сестры, Луиза и Паулина.
Луизи училась в Нормальном институте для девочек (Normal Institute for Girls) в Монтевидео и получила квалификацию учителя начальных классов. В 1900 году, получив стипендию Института глухонемых детей Буэнос-Айреса, она переехала туда, чтобы изучать методы обучения детей-инвалидов. Через два года, успешно сдав экзамены, она вернулась домой и поступила в Университет Республики. С 1906 по 1911 год она изучала право и социальные науки и первой из уругвайских женщин получила степень адвоката. Впоследствии она отправилась в Европу, чтобы представлять Уругвай на конференции учителей глухонемых, проходившей в Риме. По возвращении домой она была назначена профессором моральной философии и религии в Нормальном институте для девочек. Позже, после организации библиотеки юридического факультета Университета Республики, она была назначена профессором этого учебного заведения. Когда в 1913 году в Монтевидео был основан Женский университет, Луизи стала его первым деканом и занимала эту должность до 1919 года. Она писала на исторические и философские темы и перевела на испанский язык несколько философских работ. Она также писала рассказы в «фантастическом» ключе. Её работа была частью литературного конкурса на летних Олимпийских играх 1948 года.
Луизи умерла в Монтевидео в 1969 году.

## Избранные работы
- 1953, Regreso y otros cuentos
- 1958, Treinta jovenes poetas italianos (совместно с супругом, José María Podestá (на илл.))